# Напруженість магнітного поля
Напру́женість магні́тного поля — векторна характеристика, яка визначає величину й напрям магнітного поля в даній точці в даний час.
Позначається зазвичай латинською літерою {\displaystyle \mathbf {H} }, вимірюється в ерстедах у системі СГСМ і ампер-витках на метр (А·в/м) у системі SI.

## Рівняння Максвела
Напруженість магнітного поля визначається першим рівнянням Максвела. У диференціальній формі воно має такий вигляд
{\displaystyle {\text{rot}}\ \mathbf {H} ={\frac {1}{c}}{\frac {\partial \mathbf {D} }{\partial t}}+{\frac {4\pi }{c}}\mathbf {j} },
де {\displaystyle \mathbf {D} } — вектор електричної індукції, {\displaystyle \mathbf {j} } — густина електричного струму, с — швидкість світла.
Це рівняння значить, що вихрове магнітне поле породжується змінним електричним полем, або ж електричними струмами.

## Граничні умови
На розривній границі двох середовищ граничні умови для напруженості магнітного поля записуються у вигляді
{\displaystyle \mathbf {n} \times (\mathbf {H} _{2}-\mathbf {H} _{1})={\frac {4\pi }{c}}\mathbf {i} },
де {\displaystyle \mathbf {n} } — вектор нормалі до поверхні, а {\displaystyle \mathbf {i} } — густина поверхневого струму.
Якщо на границі струму немає, то гранична умова спрощується до вимоги рівності тангенціальних складових напруженості магнітного
поля
{\displaystyle H_{t1}=H_{t2}}
Нормальна складова вектора напруженості магнітного поля має розрив, який визначається різницею магнітних проникностей двох середовищ. Для знаходження величини розриву потрібно врахувати неперервність нормальної складової вектора магнітної індукції.